# Fillols
Fillols település Franciaországban, Pyrénées-Orientales megyében. Lakosainak száma 208 fő (2022. január 1.). Fillols Ria-Sirach, Taurinya, Vernet-les-Bains és Corneilla-de-Conflent községekkel határos.

## Földrajz

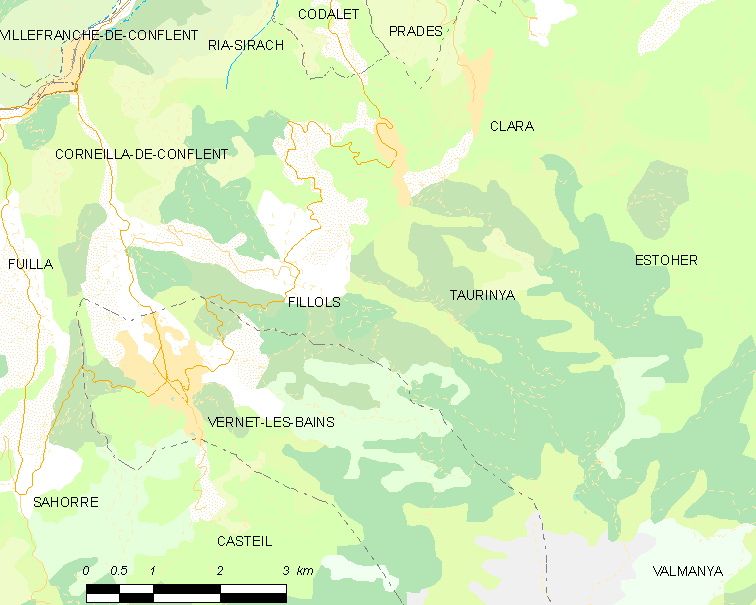
Fillols és környéke

## Népesség
A település népességének változása:
| Lakosok száma | 168  | 178  | 190  | 185  | 187  | 189  | 197  | 202  | 208  |
|               | 2013 | 2015 | 2016 | 2017 | 2018 | 2019 | 2020 | 2021 | 2022 |